# 哀愁本線
「哀愁本線」（あいしゅうほんせん）は、2007年7月4日に発売された花咲ゆき美のデビューシングル。

## 収録曲
1. 哀愁本線（4分34秒）
作詞：池田充男、作曲：新井利昌、編曲：萩田光雄
2. ヤンザ船唄（4分39秒）
作詞：池田充男、作曲：新井利昌、編曲：丸山雅仁
3. 哀愁本線（オリジナル・カラオケ）
4. ヤンザ船唄（オリジナル・カラオケ）